# Beckmann-termometer
Et Beckmann-termometer er et specialtermometer, som ikke kan måle absolutte temperaturer, men derimod er i stand til at måle meget små forskelle i temperatur. Det blev opfundet i 1888 af den tyske kemiker Ernst Otto Beckmann (1853-1923).
Beckmann-termometre er typisk blevet anvendt i kemiske laboratorier i forbindelse med kalorimetri og til målinger tæt på faseovergange. I dag er deres anvendelse stort set blevet afløst af elektroniske termometre.
Et Beckmann-termometer har normalt en længde på 40 - 60 cm. Temperaturskalaen omfatter typisk omkring 3-6 °C og er normalt opdelt i hundrededele af en grad. Med en lup er det muligt at estimere temperaturændringer på ned til 0.001 °C.
Glasrøret i et Beckmann-termometer har en meget lille indre diameter. Desuden er det udstyret med et ekstra kviksølvreservoir ved den øvre ende af røret, hvormed mængden af kviksølv i pæren kan øges eller formindskes, således at instrumentet kan kalibreres til at måle temperaturforskelle omkring en given temperatur. Denne temperatur kan groft aflæses på en lille skala ved det særlige reservoir.

## Eksterne links
- Jones, Harry C. (1915). The Elements of Physical Chemistry. New York: Macmillan. s. 228-229. Hentet 2008-02-09.
- Ferry, Ervin Sidney (1918). A Handbook of Physics Measurements. Boston: Stanhope Press. s. 67-68. Hentet 2008-02-09.

- From which much of this article was taken
- Findlay, Alexander (1920). Practical Physical Chemistry. London: Longmans, Green and Company. s. 130-132. Hentet 2008-02-09.
- Sella, Andrea (december 2007). "Beckmann thermometer". Chemistry World. Hentet 2008-02-02.